# West Chazy (Nueva York)
West Chazy es un lugar designado por el censo ubicado en el condado de Clinton en el estado estadounidense de Nueva York. En el año 2010 tenía una población de 529 habitantes.

## Geografía
West Chazy se encuentra ubicado en las coordenadas 44°49′7.14″N 73°30′36.66″O / 44.8186500, -73.5101833.